# 寺町 (人吉市)
寺町（てらまち）は、熊本県人吉市の町名。
郵便番号は868-0056。

## 地理
人吉市街地の南部に位置しており、東部に沿って胸川が流れている。北で新町、東側で胸川を挟んで麓町や田町、南で南町、西側で西間下町、北西で土手町と接している。
当地の西部には人吉市立第一中学校のグラウンドがまたがっているほか、カトリック人吉教会や熊本家庭裁判所人吉支部など、多くの施設等がある。

## 歴史
江戸時代ごろ、当地は人吉城下の人吉町のうちの武家地であり、寺馬場と称した。末期の城下侍屋敷図には「寺ノ馬場」とあり、南北の通路の両側に侍屋敷が並んだとされる。

### 沿革
- 明治22年（1889年） - 人吉市の通称町名となる。
- 昭和17年（1942年)）- 人吉市の町名となる。

## 人口と世帯数
2024年（令和6年）6月30日現在の世帯数と人口は以下の通りである。
| 町丁 | 世帯数  | 人口  |
| ---- | ------- | ----- |
| 寺町 | 130世帯 | 203人 |

## 小・中学校の学区
市立小・中学校に通う場合、学区は以下の通りとなる。
| 町丁 | 小学校               | 中学校             |
| ---- | -------------------- | ------------------ |
| 全域 | 人吉市立人吉東小学校 | 人吉市立第一中学校 |

なお、当地は学校区が変更可能な区域であり、人吉市立人吉東小学校から人吉市立東間小学校に変更することができる。

## 施設
- 熊本家庭裁判所人吉支部
- 人吉地方法務局
- 人吉税務署
- カトリック人吉市教会
- 球磨地域振興局土木部寺町別館
- 人吉幼稚園